# Georges Hartmann
Georges Hartmann, que usaba el seudónimo Henri Grémont (París, 15 de mayo de 1843-ibídem, 22 de abril de 1900) fue un dramaturgo y libretista de ópera francés.
De 1870 en adelante fue también un editor de música y publicó composiciones de Jules Massenet. Su editorial cayó en la bancarrota en mayo de 1891 y se vio obligado a vendérsela a Henri Heugel.
Entre los libretos de Massenet se cuentan Hérodiade y Werther, así como Madame Chrysanthème y L'Île du rêve.